# 출충
출충(出忠, ?~?)은 금관가야의 관리이다.

## 생애
금관가야에서 각간(角干)을 지냈으며, 딸인 숙(淑)은 질지왕의 비이자, 금관가야의 마지막 왕인 구형왕의 어머니이다.